# Arado Ar 66
L'Arado Ar 66 va ser un avió biplà d'entrenament, desenvolupat el 1931 per Arado. A més d'equipar les escoles de vol de la Luftwaffe es va fer servir com a bombarder d'assetjament nocturn al front de l'est.

## Disseny i desenvolupament
El dissenyador en cap d'Arado Walter Rethel va iniciar el disseny d'un nou entrenador de dues places el 1931. El disseny el va acabar desenvolupant Walter Blume quan Rethel es va traslladar a Messerschmitt,. El primer prototip, el Ar 66a va volar el 1932.
L'Ar 66 tenia un motor Argus As 10 que produïa uns 240 CV (179 kW) i hèlix de doble pala.
El fuselatge era de secció ovalada i estava fabricat amb tubs d'acer soldats, recoberts de teixit. Les dobles ales proporcionaven un ascens molt elevat, fins i tot a velocitats baixes. Les dues ales tenien la mateixa envergadura i estaven posades en una fletxa de 8°. La construcció consistia en una estructura doble de pi, amb costelles de til·ler i revestiment de teixit. Hi havia alerons a les ales superior i inferior. La cua tenia un disseny convencional, amb els estabilitzadors horitzontals muntats a la vora superior del fuselatge. El timó es col·locava darrere dels timons de profunditat. Tant el timó com els timons de profunditat eren de tub d'acer recoberts de tela i tenien una superfície més gran que la primera versió per corregir problemes d'equilibri. El tren d'aterratge era de tub d'acer i s'unia al fuselatge en forma de "V", es va utilitzar una suspensió de cautxú d'alta pressió.
La tripulació estava formada per dos: pilot i instructor, asseguts en tàndem en habitacles oberts, equipats amb controls dobles. Com a equip opcional, l 'aeronau podia equipar-se amb sistemes de vol instrumental i muntar càmeres fotogràfiques.

## Història operacional

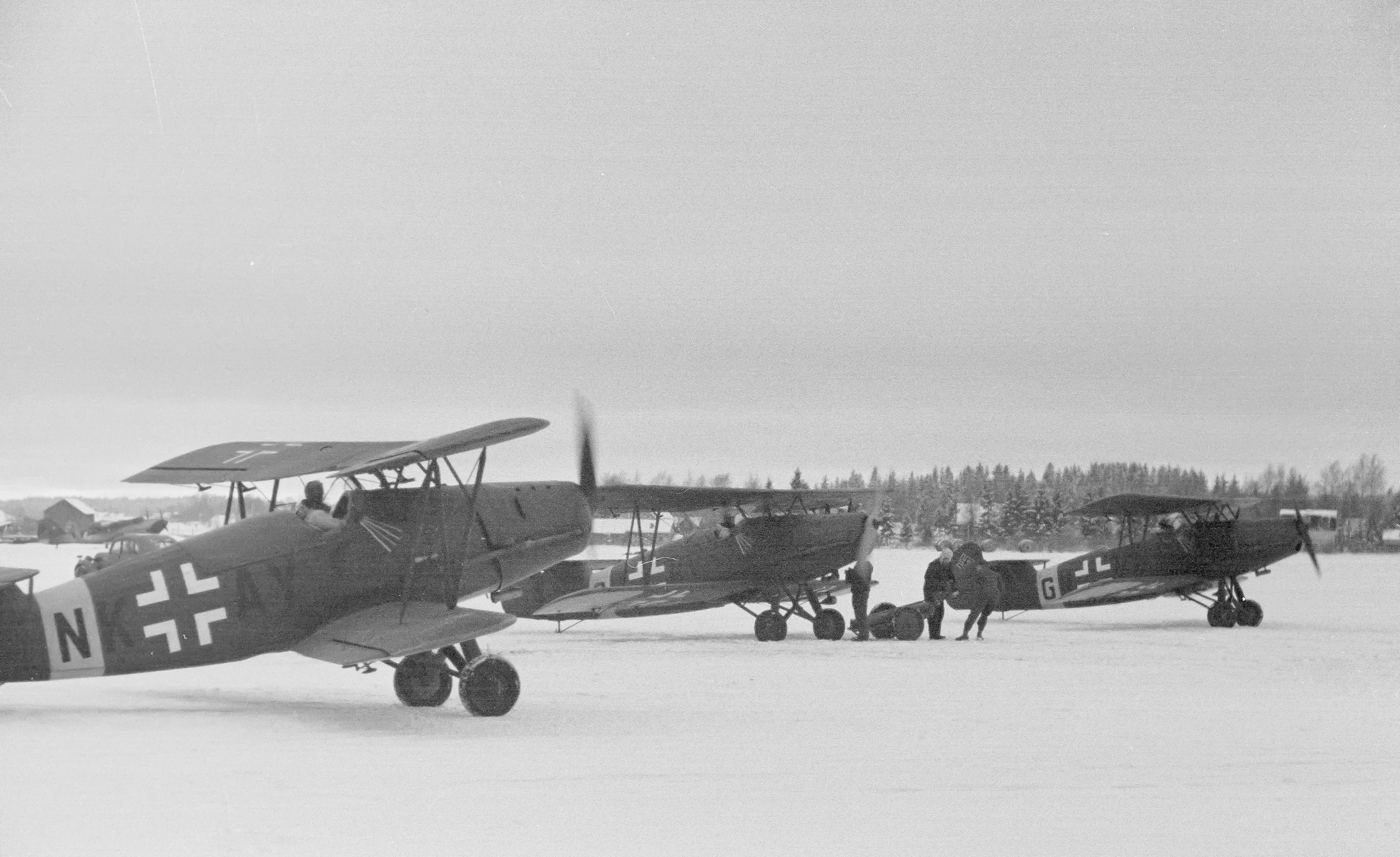
Arado Ar 66. Configuració Nachtschlachtgruppen.

L'Ar 66 va entrar en servei amb la Luftwaffe el 1933, exercint com a entrenador fins ben entrat la Segona Guerra Mundial. El desembre de 1942, la Luftwaffe va establir diversos grups d'assetjament nocturn Nachtschlachtgruppen per operar al front rus. L'Ar 66, juntament amb el Gotha Go 145, formaven l'equip principal d'aquests grups.